# Batalla del Sesia
La batalla del Sesia se produjo el 30 de abril de 1524, cerca de la población de Romagnano Sesia, durante el cruce del  río Sesia por parte de las tropas al servicio de la Corona francesa acosadas por las tropas al servicio del Emperador Carlos, durante la Guerra Italiana de 1521-1526. Como resultado, el ejército español, mandado por Carlos de Lannoy y Fernando de Ávalos, venció a los franceses mandados por el Almirante Bonnivet y Francisco I de Saint-Pol, obligando a estos últimos a retirarse a Lombardía.

## Campaña de 1523 - 1524
Los franceses, que se hallaban en posesión del ducado de Milán al inicio de la guerra, habían sido forzados a abandonarlo tras la batalla de Bicoca en abril de 1522. En el otoño de 1523, un nuevo ejército francés a cargo de Bonnivet penetró en Lombardía, forzando al ejército imperial a recluirse en Milán. En enero, las tropas mandadas por Carlos de Lannoy como virrey de Nápoles y Carlos, duque de Borbón y lideradas por Fernando de Ávalos, marqués de Pescara, salen de Milán y comienzan a realizar una serie de ataques y toma de plazas fuertes  que fuerza al almirante Bonnivet a retirar su ejército al Piamonte, para después cruzar los Alpes y hallar refugio en tierras de Provenza.

## La batalla de Sesia
La retirada del ejército francés se produce bajo el acoso de las tropas imperiales, que finalmente, consiguen, en el momento del cruce del río Sesia, chocar con los soldados de la retaguardia francesa, infligiendo grandes bajas, hiriendo gravemente a Bonnivet, y matando al caballero Pierre Terraill de Bayard, que había sustituido a Bonnivet en el mando del ejército.  

## Consecuencias
La marcha de los franceses de Italia fue aprovechada por Lannoy para llevar la guerra a territorio francés, llevando a cabo una campaña en la Provenza en el verano de 1524, que tuvo como culmen el fallido sitio de Marsella. 